# LIFE GOES ON (SUPER EIGHTの曲)
『LIFE GOES ON』（ライフ ゴーズ オン）は、SUPER EIGHTの楽曲。2024年12月1日にINFINITY RECORDSから配信限定シングルとして配信リリースされた。

## 概要
- 本作はSUPER EIGHTのデビュー20周年というメモリアルイヤーのフィナーレとなる作品であり、デビュー20周年記念ドームツアー『SUPER EIGHT 超DOME TOUR 二十祭』に向けて制作された楽曲である[7][8][9][10][11]。
  - 本曲がドームツアーに向けた楽曲であるため、ドームツアーの開催に間に合うようにCDリリースではなく配信限定シングルとしてリリースことになったという[11]。
- ファンと共に歩んできた20年の軌跡への感謝と、これからも"∞"に続いていく未来を歌ったSUPER EIGHT流スタジアムロックであり、ライブではファンの声が会場全体を包み込むような楽曲となっている[7][8][9][10]。
- 本曲は、関ジャニ∞（当時）の45thシングル表題曲「キミトミタイセカイ」や仮面ライダーシリーズの楽曲などを手がけるBACK-ONのKENJI03（Hi-yunk）からの楽曲提供である[8][9][10]。

## 制作

### 楽曲提供
本曲は、関ジャニ∞（当時）の45thシングル表題曲「キミトミタイセカイ」を手がけたBACK-ONのKENJI03（Hi-yunk）からの楽曲提供である。
大倉忠義がKENJI03にテーマを伝えて楽曲をオーダーしたといい、KENJI03は「キミトミタイセカイ」でも楽曲を制作していたため、大倉いわくKENJI03とのコミュニケーションが取りやすかったという。
丸山隆平のレコーディングの際にKENJI03も立ち会っており、丸山が行うレコーディングを聴きながら本曲のアレンジも構想していたといい、元々丸山のハモリだったパートを聴くと「ハモの方を主メロにしてもいいかもね」とアイデアを出していたという。このようなレコーディングは「キミトミタイセカイ」の時とは違ったといい、丸山はKENJI03がメンバーの声を理解した上で「これはこうした方が面白いかも」と楽しんで制作していたのではないかと感じ、「言葉以上に音楽で会話できたような感触」だと語っている。

### 歌詞・曲調
本曲はSUPER EIGHTのデビュー20周年記念ドームツアー『SUPER EIGHT 超DOME TOUR 二十祭』に向けて制作された楽曲ではあるが、20周年を総括するというよりは20周年の先を想像できる歌詞となっている。
本曲には、「メンバーだけの力ではなく、ファンの存在が彼らの軌跡を支えた」という思いを込め、ライブの光景をイメージした「Wow oh oh oh oh oh」という象徴的なコーラスパートが盛り込まれており、ライブ中にSUPER EIGHTとファンが一体となって奏でるイメージで制作された。
本曲のミュージック・ビデオを撮影した翌日が東京スカパラダイスオーケストラのスタジアムライブ『35th Anniversary Live スカパラ甲子園』の当日だったため、安田は本曲のテーマである「道が続く」ということをスカパラや共演した先輩アーティストの背中を見たことでより実感し、「道が続く」ことへの楽しみが強くなったという。

### リリース形態
本曲を配信限定シングルとしてリリースことになった理由として「スピード感」を挙げており、CDとしてフィジカルリリースすると物理的に時間を要してしまいドームツアーに合わせることができなくなるため、大倉いわく今回は「（ドームツアーに向けて）聴いてもらうことを優先」して配信という形をとったという。大倉はSUPER EIGHTが2024年に音楽ダウンロードサービスおよびサブスクリプションサービスを解禁したことにより、本曲のような配信限定シングルという発信の仕方に幅が出せたと考えている。
安田は音楽のサブスクに登録しているリスナーが多いと考えており、付随料金がかからず定額料金のみで楽曲が聴けることから、2024年はSUPER EIGHTがアリーナツアーとドームツアーを行い、年間を通してチケット代や交通費、グッズ代などファンの出費が続いているため、CDやブックレットのような形に残るものはないものの、その分のメンバーの想いを込めた「恩返しのギフトになればいい」と考えている。

## プロモーション

### 2024年
- 11月27日、SUPER EIGHTの公式SNSにて、壮大な大自然の中で佇むメンバーのカットと共に「LIFE GOES ON 2024.12.1 COMING SOON」というメッセージが表示されたティザー映像が公開された[15][8][10]。
- 12月1日、本作の詳細が発表され、本曲が配信限定シングルとして配信リリースされた[7][8][9][10]。
- 12月6日、本曲のミュージック・ビデオが公開された[16][12][17][13]。
- 12月12日、TikTokにて本曲のMVのメイキング映像の村上信五バージョンが公開された[18]。
- 12月14日、TikTokにて本曲のMVのメイキング映像の大倉忠義バージョンが公開された[19]。
- 12月17日、TikTokにて本曲のMVのメイキング映像の丸山隆平バージョンが公開された[20]。
- 12月19日、TikTokにて本曲のMVのメイキング映像の安田章大バージョンが公開された[21]。
- 12月20日、TikTokにて本曲のMVのメイキング映像の横山裕バージョンが公開された[22]。

### 2025年
- 2月4日、デビュー20周年記念ドームツアー『SUPER EIGHT 超DOME TOUR 二十祭』の発売が決定したことに伴い、同作の映像を使用した本曲のハイライトムービーが公開された[23]。

## ミュージック・ビデオ
- 2024年12月6日にMVが公開された[16][12][17][13]。
- 同MVは、SUPER EIGHTの原点ともいえる関西地方での撮影にこだわっており、兵庫県の砥峰高原で撮影された[12][17][13]。
- MVでは、ススキが一面に広がる壮大な景色を背景に、関西出身の少年たちが様々な物語を経て、辿り着いた「20年の軌跡」が表現されている[12][17][13]。
- 映像には「離れていても見上げれば 同じ空の下で繋がっているから」といった歌詞に合わせ、メンバー5人それぞれが振り返って空を見上げるシーンが盛り込まれ、ファンとの絆を想起させる内容となっている[12][17][13]。

## チャート成績
- オリコンチャート
  - 初日5,092ダウンロードを記録し、2024年12月1日付の「オリコンデイリー デジタルシングル（単曲）ランキング」で初登場1位を獲得した[1]。
  - 初週5,092ダウンロードを記録し、2024年12月9日付の「オリコン週間 デジタルシングル（単曲）ランキング」で週間6位を獲得した[2]。
- Billboard JAPAN
  - 初週5,004ダウンロードを記録し、2024年12月4日公開の「Billboard Japan Download Songs」で週間7位を獲得した[3][4]。
  - 2024年12月4日公開の「Billboard Japan Hot Shot Songs」で週間19位を獲得した[5][6]。

## 収録曲
1. LIFE GOES ON - [4:57]
作詞・作曲・編曲：Hi-yunk
  - BACK-ONのKENJI03（Hi-yunk）からの楽曲提供[8][9][10]。
  - 2024年12月6日に同曲のMVが公開された[16][12][17][13]。

## 楽曲提供者
- KENJI03（BACK-ON）
  - 「LIFE GOES ON」(作詞・作曲・編曲)[注 1]

## 収録作品

### 映像作品

#### ライブ映像
- 24thライブBlu-ray/DVD『超DOME TOUR 二十祭』

※完全生産限定盤の特典CDには音源を収録。

#### ミュージック・ビデオ
- 24thライブBlu-ray/DVD『超DOME TOUR 二十祭』（完全生産限定盤 特典Blu-ray/DVD）